# Into the Fire (álbum)
Into the Fire es el quinto álbum de estudio del cantante canadiense Bryan Adams. Publicado el 30 de marzo de 1987, por A&M Records, el álbum fue un éxito comercial, aunque supuso una cierta decepción comparado con el  "Reckless" de 1984. Into the Fire vendió más de dos millones de copias a nivel mundial, alcanzando el número 7 en el Billboard 200 de las listas en Estados Unidos y alcanzando altas posiciones en las listas mundiales. Fue grabado en la casa de Adams en Londres, Inglaterra.
Seis sencillos fueron lanzados para este álbum: "Heat of the Night", "Hearts On Fire", "Victim Of Love", "Only The Strong Survive", "Into The Fire"  y "Another Day".

## Grabación y producción
La grabación de Into the Fire inició el 16 de agosto de 1986 y culminó el 24 de octubre. Fue grabado en un estudio establecido en la casa de Adams. Adams escabezaba la banda, la cual se componía por Keith Scott, Mickey Curry, Dave Taylor y Tommy Mandel, utilizaron el comedor, el baño y la recámara para aislar los instrumentos. El estudio fue llamado Cliffhanger, ya que Adams se cambió muy cerca del mar. "Heat of the Night" fue grabado el 12 de septiembre de 1986. "Hearts on Fire" fue originalmente escrito para el álbum Reckless en 1984 pero fue grabado el 1 de septiembre de 1986. "Hearts On Fire" fue editado en Londres, Inglaterra el 11 de enero de 1987.
Cuando Into The Fire estuvo listo, solo había dos canciones con las cuales Vallance y Adams estaban satisfechos: la oscura y depresiva Victim Of Love, y la optimista Hearts On Fire, escrita durante las sesiones de grabación del Reckless, dos años antes. La influencia significativa del álbum fue para Adams el participar con Sting, Peter Gabriel y  U2 en las seis ciudades del tour "Amnesty International Conspiracy of Hope" en 1986. Después del Amnesty Tour, Adams quería ser tomado más en serio como compositor y artista de grabación, aunque luego cambió su dirección musical y lírica para lograr de forma satisfactoria ese objetivo.
Adams dijo a la Revista Rolling Stone: "Queríamos hacer un disco con una mayor profundidad lírica, cuando había utilizado previamente las guitarras, más bien se utilizaron lo último en toma de muestras".
La canción Into The Fire fue grabada en 1986 en "Cliffhanger", su estudio casero al oeste de Vancouver. En la sesión de grabación Adams y Bob Clearmountain tuvieron problemas con el sonido de guitarra. Para la grabación de "Into the Fire" en el demo, Adams y Vallance usaron un amplificador de bolsillo Rockman.

## Publicación y recepción
Uno de los álbumes más exitosos de Adams, Into the Fire coproducido por Adams y Bob Clearmountain, alcanzó el número 7 en el Billboard 200. El álbum fue lanzado en marzo de 1987 e incluyó los sencillos: "Heat Of The Night", y "Hearts On Fire". El sencillo de éxito "Heat of the Night" fue nominado al Juno Award como el sencillo del año en 1987, y se convirtió en el único sencillo del Into the Fire para encabezar las listas europeas. Esto no significó que el disco no tuviera éxito, ya que el álbum vendió millones de copias a nivel mundial al momento de su lanzamiento, mientras que el álbum anterior, Reckless, había vendido más de 12 millones de copias al mismo margen del Into The Fire, el cual había sido un fracaso comercial. Al respecto, Adams dijo: 

"Me tengo que reír cuando la prensa dice que al LP no le fue bien, porque no lo hizo así como Cuts Like Knife, pero supongo que la percepción fue que no era Reckless II!  A quien le importa. Hubo algunas canciones que estaban un poco diferentes de lo que había descrito antes... algunas eran, digamos, un poco explorativas en comparación a lo que había escrito en el pasado. Vallance estaba listo para el reto de no repetir las composiciones del Reckless."

"Heat of the Night" fue el sencillo debut de Into the Fire y fue publicado en el verano de 1987. Y fue mundialmente publicado en marzo de 1987. La canción alcanzó el Top Ten del Mainstream Rock Tracks y el número 2 en el chart del Billboard Hot 100 donde alcanzó la sexta posición. "Heat of the Night" alcanzó el Top Ten del RPM Canadiense y se mantuvo en esa posición a lo largo de 5 semanas. Alcanzó la posición más alta del ranking y también alcanzó el Top Ten en Canadá. "Heat of the Night" fue publicado al mes siguiente en el Reino Unido alcanzando el top 50 en el UK Singles Chart.
"Hearts On Fire" fue el segundo single del Into the Fire. La canción se convirtió en un éxito menor al momento de su lanzamiento. La canción alcanzó el número 26 en el Billboard Hot 100 chart y alcanzó el número 3 en la lista  Billboard Mainstream Rock Tracks.
"Victim Of Love" y "Only The Strong Survive" serían los de siguientes éxitos luego del "Hearts On Fire". Estos hits tuvieron menor repercusión ya que en Canadá alcanzaron la posición 47. El último sencillo del álbum Another Day alcanzó el lugar 33 en el Billboard Mainstream Rock tracks y fue el último sencillo lanzado para este disco.

## Into The Fire Tour
En mayo de 1987 Adams inició el "Into The Fire Tour", donde su primera presentación fue en Shreveport, Louisiana a lado de su banda. La primera parada del tour en Reino Unido fue en el Prince's Trust Charity, en el legendario estadio de Wembley Arena, en Londres. Adams más tarde regresó a los Estados Unidos para continuar su paso por la Unión Americana, mientras que Bryan apareció en el Late Night con David Letterman. Adams más tarde vendió dos noches seguidas en el Madison Square Garden en Nueva York y fue visitados entre bastidores por Brian Wilson de los Beach Boys, que más tarde agotarían las entradas en Toronto, Ontario. La gira continuó a través del oeste de Estados Unidos. El artista se dirige de nuevo a Reino Unido el 13 de octubre en Newcastle, Inglaterra. Posteriormente, vendió 4 noches seguidas en la Wembley Arena en Londres. Adams comenzó su gira en la parte continental de Europa como en su disco anterior Reckless, en vista a que Into The Fire logró el disco de oro en Suiza. Después viajó a Dublín, Irlanda. Adams inició la gira por Asia y terminó haciendo 10 conciertos, 5 de los cuales fueron en el Budokan de Tokio. Into the Fire es certificado como disco de platino logrando más de 100.000 copias vendidas en Japón. El cantante regresó a Europa y tocó en Berlín Oriental y después en Berlín Occidental. El último concierto del "Into The Fire Tour" tuvo lugar en Locarno, Suiza.

## Lista de canciones
Todas las canciones escritas y compuestas por Bryan Adams y Jim Vallance. 
| N.º | Título                    | Duración |  |
| 1.  | «Heat of the Night»       | 5:07     |  |
| 2.  | «Into the Fire»           | 4:41     |  |
| 3.  | «Victim of Love»          | 4:06     |  |
| 4.  | «Another Day»             | 3:41     |  |
| 5.  | «Native Son»              | 6:04     |  |
| 6.  | «Only the Strong Survive» | 3:45     |  |
| 7.  | «Rebel»                   | 4:02     |  |
| 8.  | «Remembrance Day»         | 5:59     |  |
| 9.  | «Hearts On Fire»          | 3:30     |  |
| 10. | «Home Again»              | 4:18     |  |

## Personal
- Bryan Adams - Guitarra, piano, teclados, voz
- Keith Scott - Guitarra líder, segundas voces
- Mickey Curry - Batería
- Dave Taylor - Bajo
- Tommy Mandel - Órgano, teclados
- Robbie King - Órgano
- Jim Vallance - Piano, percusiones, secuenciador
- Dave Pickell - Piano
- Ian Stanley - Teclados

## Posiciones en listas
| País           | Posición Alcanzada | Certificación (Si Existe) | Ventas     | ref.          |
| -------------- | ------------------ | ------------------------- | ---------- | ------------- |
| Canada         | 2                  | 3× Platino                | +300 000   | [ 9 ] [ 11 ]  |
| Alemania       | 7                  |                           |            | [ 7 ]         |
| Reino Unido    | 10                 | Oro                       | +60 000    | [ 10 ] [ 12 ] |
| Noruega        | 4                  |                           |            | [ 5 ]         |
| Suecia         | 3                  |                           |            | [ 6 ]         |
| Suiza          | 4                  | Platino                   | +15 000    | [ 13 ] [ 14 ] |
| Estados Unidos | 7                  | Platino                   | +1 000 000 | [ 1 ] [ 15 ]  |
| Austria        | 13                 |                           |            | [ 8 ]         |